# Фурноден
Фурноден (фр. Fournaudin) насеље је и општина у источном делу централне Француске у региону Бургоња, у департману Јон која припада префектури Санс.
По подацима из 2011. године у општини је живело 118 становника, а густина насељености је износила 12,88 становника/km². Општина се простире на површини од 9,16 km². Налази се на средњој надморској висини од 230 метара (максималној 254 m, а минималној 155 m).

## Демографија
| 1962. | 1968. | 1975. | 1982. | 1990. | 1999. | 2011. |
| ----- | ----- | ----- | ----- | ----- | ----- | ----- |
| 178   | 185   | 157   | 134   | 135   | 131   | 118   |

График промене броја становника у току последњих година